# Société coopérative agricole d'exploitation en commun
 (novembre 2016).
Si vous disposez d'ouvrages ou d'articles de référence ou si vous connaissez des sites web de qualité traitant du thème abordé ici, merci de compléter l'article en donnant les références utiles à sa vérifiabilité et en les liant à la section « Notes et références ».
Une Société Coopérative Agricole d'Exploitations en Commun (SCAEC) est une Société coopérative agricole ou les agriculteurs sont coopérateurs (comme dans une CUMA ou dans une coopérative), ils travaillent obligatoirement dans la structure. Les SCAEC ont des capitaux impartageables.
Il en existe très peu en France (recensé de l'ordre de 5 ou 6 en 2007).